# Zaisenhausen
Zaisenhausen település Németországban, azon belül Baden-Württembergben. Lakosainak száma 1874 fő (2023. december 31.).

## Népesség
A település népessége az elmúlt években az alábbi módon változott:
| Lakosok száma | 1523 | 1686 | 1734 | 1753 | 1833 | 1886 | 1874 |
|               | 1975 | 2015 | 2017 | 2019 | 2021 | 2022 | 2023 |